# Día Internacional de la Igualdad Salarial
El Día Internacional de la Igualdad Salarial  es una jornada que se celebra el 18 de septiembre desde 2020, fue establecida oficialmente en 2019 por la Asamblea General de las Naciones Unidas.

## Proclamación
El Día Internacional de la Igualdad Salarial fue proclamado por la Asamblea General de las Naciones Unidas el 20 de septiembre de 2019. Esta decisión se tomó con el objetivo de sensibilizar a la comunidad internacional sobre la brecha salarial de género y la necesidad urgente de garantizar la igualdad de remuneración por un trabajo de igual valor. La proclamación, promovida por la Coalición Internacional para la Igualdad Salarial (EPIC, por sus siglas en inglés), es una iniciativa liderada por la Organización Internacional del trabajo (OIT), ONU Mujeres y la Organización para la Cooperación y el Desarrollo Económico (OCDE), destaca la importancia de abordar esta problemática como parte de los Objetivos de Desarrollo Sostenible (ODS).

## Celebración
Este día se celebra anualmente el 18 de septiembre. Esta fecha fue elegida para concienciar sobre la importancia de la igualdad salarial y la necesidad de adoptar medidas efectivas para reducir la brecha de género en el ámbito laboral. La primera celebración oficial tuvo lugar en 2020, y desde entonces, se realizan diversas actividades y eventos organizados por gobiernos, organizaciones de la sociedad civil y empresas como campañas de sensibilización, seminarios, talleres y mesas redondas enfocadas en la promoción de la igualdad salarial y el empoderamiento económico de las mujeres.

## Temas
- 2020: Reconstruir mejor[6]
- 2021: Sin tema[7]
- 2022: Sin tema[8]
- 2023: Luchar por la igualdad salarial en el mercado laboral[5]